# داغ ننگ (فیلم ۱۹۱۳)
داغ ننگ (انگلیسی: The Scarlet Letter (1913 film)) یک فیلم صامت در گونهٔ درام به کارگردانی دیوید مایلز است.